# Maurice Chaillou
Maurice Chaillou (* um 1915; † nach 1950 in Paris) war ein französischer Jazz- und Unterhaltungsmusiker (Schlagzeug, auch Gesang).
Chaillou war in Paris Mitglied der Orchester von Guy Paquinet (Patrick et son Orchestre), in dem er gelegentlich auch als Bandvokalist agierte („From Now On“/„I Saw Stars“, Pathé, 1934). Außerdem spielte er bei Wal-Berg, Ray Ventura, André Ekyan und Noël Chiboust; des Weiteren trat er mit „jazziger“ Tanzmusik in Pariser Kabaretts auf. Er gehörte auch den Gruppen von Alix Combelle, Michel Warlop, Philippe Brun, Jacques Météhen und Yvonne Blanc et son Trio Rythmique (mit Tullio Vicentini und Lucien Simoën) an. Im Bereich des Jazz war er laut Tom Lord zwischen 1934 und 1950 an 31 Aufnahmesessions beteiligt. Maurice Chaillou kam ums Leben, als er im Schwimmbad Piscine des Tourelles versehentlich auf dem Betonrand ausrutschte.